# What's Cooking? (bedrijf)
What’s Cooking?, tot 2023 gekend als de Ter Beke Fresh Food Group of kortweg Ter Beke is een – sinds 1986 beursgenoteerd – Belgisch bedrijf actief in de voedingssector. De maatschappelijke zetel is gevestigd in de Oost-Vlaamse gemeente Lievegem, op de wijk Beke.

## Activiteiten
Ter Beke is een Belgische onderneming die verse voeding in diverse Europese landen op de markt brengt. Per jaareinde 2018 beschikte het bedrijf over 12 productiesites waarvan vijf in België, vier in Nederland, Frankrijk, Polen en het Verenigd Koninkrijk.
De activiteiten zijn over twee productfamilies verdeeld:
- fijne vleeswaren (62% van de omzet): Dit bedrijfsonderdeel verkoopt gegrilde kipreepjes, gerookte spekblokjes, gebakken ham, paté, salami, droge worst en dergelijke die onder de merknamen l'Ardennaise, Daniel Coopman en Les Nutons worden verkocht. Zo’n 1400 medewerkers zijn hiermee actief.
- kant-en-klaargerechten (38%): verse lasagne, tagliatelle, cannelloni, macaroni, pizza's en dergelijke. Deze producten worden onder de merknamen Come a Casa, Pronto en Vamos verkocht. Hier werken ongeveer 1300 medewerkers.

Nederland is veruit de belangrijkste afzetmarkt met 45% van de omzet, gevolgd door België met 26%. Andere markten zijn het Verenigd Koninkrijk (10,4%), Frankrijk (5,6%) en Duitsland (3,8%). De overige 9% wordt elders gerealiseerd.
Het bedrijf is sinds 1986 beursgenoteerd. De belangrijkste aandeelhouder is de Stichting Coovan met bijna 70% van alle uitstaande aandelen in handen. De free float is iets minder dan 30%.

### Vestigingen
De vleeswarenafdelingen zijn, onder meer, gevestigd in Wommelgem, Waarschoot, Marche-en-Famenne, Veurne en Herstal in België en in Wijchen en Ridderkerk in Nederland. De divisies bereide gerechten zijn gelegen in het Belgische Wanze en Marche-en-Famenne en in het Franse Alby-sur-Chéran.

## Geschiedenis

### Coopman
Aan de basis van deze onderneming ligt Francies Coopman die in de jaren 20 begon als slager en opkoper van gevogelte en konijnen. Nadien begon hij een slagerswinkel om zich in 1934 te vestigen in de oude bierbrouwerij De Zwaan. Deze laatste was eigendom van de familie de Schepper die er in 1904 de brouwerij oprichtte. De naam Ter Beke kwam in 1948 officieel in gebruik bij de start van het charcuteriebedrijf.
Begin 1959 nam zoon Daniël Coopman de onderneming over van zijn vader. In de loop der jaren was het familiaal bedrijf geëvolueerd naar een vleesverwerkende entiteit en telde men 16 medewerkers. Coopman zorgde voor de productie van de vleeswaren, zijn echtgenote Edith De Baedts deed het zakelijke. Hun dochter Ann Coopman was van 2009 tot 2019 burgemeester van Waarschoot.
In 1971 werd Luc De Bruyckere aangetrokken als verkoopmanager. Hij werd al snel de rechterhand van Daniël Coopman en groeide door naar het general management. Hij bleef CEO tot in 2007. Nadien werd De Bruyckere voorzitter van de raad van beheer en trok Daniël Coopman zich terug als beheerder. De stichtende familie bleef wel de grootste aandeelhouder. De groei werd ook mogelijk gemaakt door de overname van sectorgenoten en verruiming van het assortiment.

### Acquisities
- 1987: Salaisons Ardennaises Heinen uit Malmedy werd overgenomen. In 1996 werd de vestiging gesloten en de productie overgebracht naar andere vestigingen.
- 1988: het vleeswarenbedrijf van Herbert Reiners uit Ruiselede werd overgenomen. Ter Beke Ruiselede verwerkt er heden gevogeltecharcuterie, eind 2011 verhuist deze activiteit en personeel naar de hoofdzetel in Waarschoot.
- 1994: Ter Beke kocht Vamos van Jacques Massillon in Wanze. Het toenmalige Vamos was op dat ogenblik de marktleider op gebied van verse lasagne.[5]
- 1996: Ter Beke kocht het charcuteriebedrijf Les Nutons over van Unilever. De basis van dit bedrijf werd gelegd in Hotton door de slager Bertho Toussaint. In de jaren 60 trok hij naar Marche-en-Famenne om vanaf 1973 bij uitbreiding te werken onder de merknaam Les Nutons. In 1985 verkoopt hij zijn bedrijf aan Unilever, die het in 1996 doorverkocht aan Ter Beke. In 2006 bezocht de Belgische koning Albert II het bedrijf voor een werkvergadering, daarbij was er een ontmoeting met de stichter Bertho Toussaint. Heden worden er in Marche verse pizza’s, pastamaaltijden, lasagne en paté geproduceerd, de fabriek is er nog altijd gekend als Les Nutons.[6]
- 1996: Ter Beke kocht eveneens het bedrijf Heku uit Veurne, dat gespecialiseerd was in het snijden en voorverpakken van charcuterie. Heku was opgericht in 1989 en de marktleider in die branche. De omzet bedroeg in 1995 € 23.549.884 en de winst € 545.000.[7]
- 2003: midden dat jaar nam Ter Beke de divisie pastagerechten Di Pasto over van de Franse Agis. Di Pasto realiseerde in 2002 een omzet van € 11 miljoen en werkte met 100 medewerkers. De productiezetel is gevestigd in Alby-sur-Chéran. De overnameprijs werd niet bekendgemaakt.
- 2005: Ter Beke nam het Nederlandse Langeveld/Sleegers over, een van de marktleiders op het vlak ver versnijding en voorverpakking van fijne vleeswaren. Het bedrijf was in 1995 ontstaan door de fusie van Langeveld en Sleegers, eerst genoemde was reeds actief in die sector sinds 1974. Langeveld realiseerde in 2004 een omzet van ruim € 30 miljoen met 100 medewerkers.[8] Langeveld Sleegers is thans gevestigd in Wijchen.
- 2007: Ter Beke nam SDF Foods volledig over, deze was sinds meer dan 20 jaar de agent voor Pluma in de verkoop en distributie van voeding in de Engelse detailhandel. De overnameprijs bedroeg € 2,7 miljoen.[9]
- 2007: Ter Beke nam voor 100% de Berkhout Verssnijlijn uit Ridderkerk over van haar stichter H.J Berkhout en het management. Daarvoor werd € 9,5 miljoen betaald en werd een netto financiële schuld van € 3 miljoen overgenomen, de omzet bedroeg op dat moment € 42 miljoen met een tewerkstelling van 160 personen. Met deze acquisitie werd de onderneming de tweede grootste versnijder en voorverpakker van vleeswaren in Europa.[10]
- 2011: Ter Beke richtte samen met het Franse Stefano Toselli The Pasta Food Company op in Polen, om samen bereide gerechten te produceren en te verkopen in Centraal- en Oost-Europa. Stefano Toselli is gevestigd in Mézidon-Canon (Normandië) realiseerde in 2014 een omzet van € 77 miljoen en telt 235 werknemers.
- 2015: Ter Beke nam voor 33% belang in het Franse Stefano Toselli, producent van diepvrieslasagne en -cannelloni. Ter Beke betaalde volgens de media € 9,4 miljoen voor het aandeel.[11]
- 2017: Ter Beke nam de vleeswarentak van Zwanenberg Food Group uit Nederland over.[12] Het betreft de vestigingen in Aalsmeer, Borculo en Zoetermeer met 265 werknemers en een jaaromzet van € 130 miljoen. Deze bedrijven produceren vleeswaren en specialiteiten voor de retail en de out-of-homemarkt. De activiteit zal binnen Ter Beke zelfstandig verder gaan onder de naam Offerman.
- 2017: Ter Beke nam 90% van de aandelen van de Britse maaltijdbereider KK Fine Foods over.[13] Het had een omzet van € 39,3 miljoen in 2016.

### Fusie met Pluma
Een mijlpaal in de geschiedenis van Ter Beke was de fusie met Pluma uit Wommelgem in 2006. Ter Beke was bekend door zijn salami's; Pluma door zijn gekookte ham en patés. Het eerste bedrijf draaide toen een omzet van € 130 miljoen, voor Pluma was dit € 100 miljoen. Daarmee was Ter Beke goed om de eerste Belgische producent te worden in bereide vleeswaren. In 2007 volgde er in Wommelgem nog een uitbreiding van de productiecapaciteit voor de verwerking van hammen. De export ging er naar de Benelux, Frankrijk, Duitsland en Engeland.
In 1923 begon Antoon van der Pluym uit Wijnegem een eigen slagerij, die al rap bekend werd voor zijn patés. Omwille van de groeiende vraag werd er in 1945 een vleeswarenbedrijf gebouwd in Wommelgem en deden zijn zonen Adri en Tony hun intrede. Zij breiden het aanbod uit met het gamma van kookhammen en de merknaam Pluma werd geïntroduceerd. In 1990 kwam er een volledig nieuwe productie-eenheid en kwam kleinzoon Eddy van der Pluym de groep leiden. De expansie volgde en Pluma nam Apicius uit Kontich en Binet in Herstal over.
De familie Coopman, grootste aandeelhouder van Ter Beke, en de vroegere aandeelhouder van de Pluma-groep hebben bij de fusie samen een nieuwe vennootschap opgericht die 55,5% van de aandelen van Ter Beke zal aanhouden. Binnen deze vennootschap hield de familie Coopman een belang aan van 64% en de vroegere referentieaandeelhouder van de Pluma-groep een belang van 36%. Eddy van der Pluym werd lid van de bestuursorganen. Deze fusie was de aanleiding tot splitsing van Ter Beke in twee divisies: vleeswaren en bereide gerechten.
Pluma is gevestigd in de Antoon van der Pluymstraat in Wommelgem.

### Joint venture met Toselli
In 2011 werd een 50/50 joint venture bekendgemaakt tussen Ter Beke en de Franse sectorgenoot Stefano Toselli. Deze joint venture zal lasagne en pasta maaltijden produceren en commercialiseren in Centraal- en Oost-Europa. De overeenkomsten bevatten voor Ter Beke een call-optie – in 2018 – zowel op het aandeel van YHS in de joint venture als op de aandelen van Stefano Toselli. Stefano Toselli heeft 226 werknemers in dienst en realiseerde in 2010 een netto-omzet van € 71 miljoen.

### Listeriabesmetting in Nederland
In oktober 2019 werd bekend dat drie ouderen waren overleden als gevolg van een besmetting met de listeriabacterie. De slachtoffers aten besmet vlees, zo goed als zeker afkomstig van het bedrijf Offerman. De mogelijk besmette vleeswaren werden uit de handel gehaald en de fabriek in Aalsmeer werd direct gesloten na de aanwijzing van een bacteriebesmetting. In de vestiging werd wekelijks zo'n 135 ton aan vlees verwerkt. Ter Beke rekende op een financiële schade van ruim € 4 miljoen.
RTL kwam in september 2021 echter met andere cijfers. Niet drie maar zes personen waren overleden ten gevolge van de besmetting, twee vrouwen kregen een miskraam en tientallen mensen werden ziek. Oorzaak was het oprekken van de houdbaarheidsdatum op de verpakking en het achterwege blijven van toezicht door de Voedsel- en Warenautoriteit. Deze had al voorjaar 2017 ernstige tekortkomingen in de hygiëne geconstateerd, maar wachtte vervolgens dertig maanden met een herhalingsonderzoek.

### What's Cooking?
In 2023 werd de naam van de groep veranderd naar What's Cooking?.